# ディファカップ
ディファカップ（Differ Cup）は、ジュニアヘビー級のプロレスラーによるタッグマッチのプロレストーナメント。開催される会場がディファ有明であることが名称の由来である。

## 第1回大会概要
第1回大会は2003年2月8日と9日に、プロレスリング・ノア、プロレスリングZERO-ONE、闘龍門JAPAN、WEW、I.W.A.JAPANの5団体共催という形で行われた。優勝賞金は100万円。ジュニアヘビー級タッグの最高峰を決める大会である。5団体共催で行われ、メジャー、インディ問わず各団体のジュニア選手が出場した。

### 試合結果
| 2月8日                              | 2月8日                          | 2月8日                       | 2月9日                                                 | 2月9日                                                 | 2月9日                                                 |
| 第1試合 ディファカップ1回戦         | 第1試合 ディファカップ1回戦     | 第1試合 ディファカップ1回戦  | 第1試合 特別試合                                       | 第1試合 特別試合                                       | 第1試合 特別試合                                       |
| ○MIKAMI KUDO                        | 18分11秒 スワントーンボム       | チョコボール向井● 黒田哲広   | ○ザ・グレート・タケル                                  | 10分28秒 黒船                                          | 河童小僧●                                              |
| 第2試合 ディファカップ1回戦         | 第2試合 ディファカップ1回戦     | 第2試合 ディファカップ1回戦  | 第2試合 特別試合                                       | 第2試合 特別試合                                       | 第2試合 特別試合                                       |
| ○高岩竜一 佐々木義人 (プロレスラー) | 16分31秒 デスバレーボム         | 折原昌夫 日高郁人●           | ○折原昌夫                                              | 12分47秒 首固め                                        | 日高郁人●                                              |
| 第3試合 ディファカップ1回戦         | 第3試合 ディファカップ1回戦     | 第3試合 ディファカップ1回戦  | 第3試合 特別試合                                       | 第3試合 特別試合                                       | 第3試合 特別試合                                       |
| 河童小僧 ●ザ・グレート・タケル      | 20分44秒 ジャンピングハイキック | KENTA○ 鈴木鼓太郎            | ○黒田哲広 チョコボール向井                             | 21分25秒 ラリアット                                    | 愚乱・浪花● 葛西純                                     |
| 第4試合 ディファカップ1回戦         | 第4試合 ディファカップ1回戦     | 第4試合 ディファカップ1回戦  | 第4試合 第1回ディファカップ3位決定戦時間無制限1本勝負  | 第4試合 第1回ディファカップ3位決定戦時間無制限1本勝負  | 第4試合 第1回ディファカップ3位決定戦時間無制限1本勝負  |
| ○ウルティモ・ドラゴン YOSSINO       | 15分44秒 ドラゴン・スリーパー   | 愚乱・浪花● 葛西純           | ○KENTA 鈴木鼓太郎                                      | 24分52秒 跳び膝蹴り                                    | MIKAMI KUDO●                                           |
| 第5試合 ディファカップ準決勝        | 第5試合 ディファカップ準決勝    | 第5試合 ディファカップ準決勝 | 第5試合 第1回ディファカップ優勝決定戦時間無制限1本勝負 | 第5試合 第1回ディファカップ優勝決定戦時間無制限1本勝負 | 第5試合 第1回ディファカップ優勝決定戦時間無制限1本勝負 |
| ○高岩竜一 佐々木義人                | 15分21秒 デスバレーボム         | MIKAMI KUDO●                 | ○ウルティモ・ドラゴン YOSSINO                          | 20分27秒 ドラゴン・スリーパー                          | 高岩竜一 佐々木義人●                                   |
| 第6試合 ディファカップ準決勝        |                                 |                              |                                                        |                                                        |                                                        |
| ○ウルティモ・ドラゴン YOSSINO       | 10分49秒 ドラゴン・スリーパー   | KENTA 鈴木鼓太郎●            |                                                        |                                                        |                                                        |

- 優勝 : ウルティモ・ドラゴン&YOSSINO
- 準優勝 : 高岩竜一&佐々木義人 (プロレスラー)
- 第3位 : KENTA&鈴木鼓太郎

## 第2回大会概要
第2回は2005年5月7日・8日、NOAHとZERO1-MAXの運営会社であるファースト・オン・ステージの2社共催という形になっている。なお大会実行委員長はZERO1-MAXのリングアナウンサーであるオッキー沖田が務めた。
第1回、第2回共々ノアの事務所があるディファ有明で、ノアのマットを使って行っており、ノアの中継権を持つ日本テレビで試合の模様を放送されるという、非常にノアの色が強い大会となっている。
また、DDTプロレスリングやKAIENTAI DOJOなどのインディ団体からも選手が出場し、メジャー、インディ問わず様々な団体から選手が出場する、異色の大会となっている。
レフェリーは主催団体から出ているが、第2回の決勝戦では和田京平が務めた。
第2回大会で優勝した丸藤正道&KENTA組は、優勝賞金100万円の小切手を受け取る際、KENTAが大会実行委員長である沖田に「オッキー、お前が責任を持って星川選手に渡しな」と発言。試合中のアクシデントで長期離脱中のZERO1-MAX・星川尚浩へ送るという意味であり、沖田は号泣した。
また、大阪プロレスを退団後、権利上の問題からえべっさんの名が使えなくなった（現・菊タロー）が第2回大会にて「えべ太郎」として凱旋試合を行った。

### 試合結果
| 5月7日                               | 5月7日                                    | 5月7日                               | 5月8日                                                 | 5月8日                                                 | 5月8日                                                 |
| 第1試合 ディファカップ1回戦          | 第1試合 ディファカップ1回戦               | 第1試合 ディファカップ1回戦          | 第1試合 15分1本勝負                                    | 第1試合 15分1本勝負                                    | 第1試合 15分1本勝負                                    |
| ●中嶋勝彦 村浜武洋                   | 14分54秒 タイガー・スープレックス2004     | タイガーエンペラー○ スペル・シーサー | △中嶋勝彦                                              | 時間切れ引き分け                                       | 浪口修△                                                |
| 第2試合 ディファカップ1回戦          | 第2試合 ディファカップ1回戦               | 第2試合 ディファカップ1回戦          | 第2試合 特別試合15分1本勝負                            | 第2試合 特別試合15分1本勝負                            | 第2試合 特別試合15分1本勝負                            |
| 日高郁人 ○藤田ミノル                 | 11分55秒 ボーンヤード                     | TAKAみちのく PSYCHO●                 | ○アメージング・コング                                  | 0分23秒 ラリアット                                     | ストーカー市川●                                        |
| 第3試合 ディファカップ1回戦          | 第3試合 ディファカップ1回戦               | 第3試合 ディファカップ1回戦          | 再試合 ハンディキャップマッチ                          | 再試合 ハンディキャップマッチ                          | 再試合 ハンディキャップマッチ                          |
| 丸藤正道 ○KENTA                      | 15分44秒 ブサイクへの膝蹴り               | 飯伏幸太● KUDO                       | ○アメージング・コング                                  | 2分30秒 ダイビング・ボディ・プレス                     | DJニラ● ストーカー市川                                 |
| 第4試合 ディファカップ1回戦          | 第4試合 ディファカップ1回戦               | 第4試合 ディファカップ1回戦          | 第3試合 30分1本勝負                                    | 第3試合 30分1本勝負                                    | 第3試合 30分1本勝負                                    |
| カズ・ハヤシ ○レオナルド・スパンキー | 15分26秒 スライスブレイドNo.2             | 佐々木貴 GENTARO●                    | ●飯伏幸太 Hi69                                         | 9分17秒 ダイビング・ニー・ドロップ                     | 村浜武洋 KUDO○                                         |
| 第5試合 特別試合30分1本勝負          | 第5試合 特別試合30分1本勝負               | 第5試合 特別試合30分1本勝負          | 第4試合 30分1本勝負                                    | 第4試合 30分1本勝負                                    | 第4試合 30分1本勝負                                    |
| ●えべ太郎                            | 11分29秒 Jスプラッシュ                    | サンジェイ・ダット○                  | TAKAみちのく PSYCHO ●サンジェイ・ダット                | 13分56秒 Wインパクト                                   | 石井智宏 高岩竜一○ 佐々木義人 (プロレスラー)           |
| 第6試合 ディファカップ準決勝         | 第6試合 ディファカップ準決勝              | 第6試合 ディファカップ準決勝         | 第5試合 第2回ディファカップ3位決定戦時間無制限1本勝負  | 第5試合 第2回ディファカップ3位決定戦時間無制限1本勝負  | 第5試合 第2回ディファカップ3位決定戦時間無制限1本勝負  |
| ○日高郁人 藤田ミノル                 | 11分29秒 ショーンキャプチャー             | タイガーエンペラー スペル・シーサー● | ○カズ・ハヤシ レオナルド・スパンキー                   | 14分36秒 スライスブレイドNo.2                          | タイガーエンペラー スペル・シーサー●                   |
| 第7試合 ディファカップ準決勝         | 第7試合 ディファカップ準決勝              | 第7試合 ディファカップ準決勝         | 第6試合 第2回ディファカップ優勝決定戦時間無制限1本勝負 | 第6試合 第2回ディファカップ優勝決定戦時間無制限1本勝負 | 第6試合 第2回ディファカップ優勝決定戦時間無制限1本勝負 |
| ○丸藤正道 KENTA                      | 19分12秒 ジャパニーズレッグロールクラッチ | カズ・ハヤシ レオナルド・スパンキー● | 丸藤正道 ○KENTA                                        | 35分24秒 ブサイクへの膝蹴り                            | 日高郁人 藤田ミノル●                                   |

- 優勝 : 丸藤正道&KENTA
- 準優勝 : 日高郁人&藤田ミノル
- 第3位 : カズ・ハヤシ&レオナルド・スパンキー

## 第3回大会概要
第3回大会は2007年5月5日・6日に、グローバル・レスリング連盟主催で行われた。
そのほか海外団体ROHのタイトル戦も行われた。

### 試合結果
| 5月5日                       | 5月5日                              | 5月5日                                     | 5月6日                                        | 5月6日                                         | 5月6日                                          |
| 第1試合 トーナメント1回戦    | 第1試合 トーナメント1回戦           | 第1試合 トーナメント1回戦                  | 第1試合                                       | 第1試合                                        | 第1試合                                         |
| ○KAGETORA ヘラクレスオオ千賀 | 9分00秒 首固め                      | 松田慶三 河童小僧●                         | 石川修司 ●大家健                              | 12分43秒 フロントネックロック                  | 臼田勝美 原学○                                  |
| 第2試合 トーナメント1回戦    | 第2試合 トーナメント1回戦           | 第2試合 トーナメント1回戦                  | 第2試合                                       | 第2試合                                        | 第2試合                                         |
| HARASHIMA ○飯伏幸太          | 16分46秒 右ハイキック→TKO           | 臼田勝美 原学●                             | ○河童小僧                                     | 10分38秒 河童巻き                              | キング・ポコダ●                                 |
| 第3試合 トーナメント1回戦    | 第3試合 トーナメント1回戦           | 第3試合 トーナメント1回戦                  | 第3試合                                       | 第3試合                                        | 第3試合                                         |
| ○真霜拳號 円華               | 16分21秒 垂直落下式ブレーンバスター | ペンタゴン・バイパー● ブラック・エンペラー | ○金丸義信 菊地毅                              | 11分19秒 飛びつき式首固め                      | TAKAみちのく ブラック・エンペラー●              |
| 第4試合 トーナメント1回戦    | 第4試合 トーナメント1回戦           | 第4試合 トーナメント1回戦                  | 第4試合                                       | 第4試合                                        | 第4試合                                         |
| 金丸義信 ●太田一平           | 18分48秒 ショーンキャプチャー       | 日高郁人○ 浪口修                           | 丸藤正道 松田慶三 柿本大地 太田一平 ●高西翔太 | 13分10秒 旋回式ツームストーン パイルドライバー | NOSAWA論外 MAZADA 竹村豪氏 藤田ミノル○ 菊タロー |
| 第5試合                      | 第5試合                             | 第5試合                                    | 第5試合 ディファカップ3位決定戦               | 第5試合 ディファカップ3位決定戦                | 第5試合 ディファカップ3位決定戦                 |
| ○菊地毅                      | 11分22秒 横入り回転エビ固め         | 宮本和志●                                  | KAGETORA ●ヘラクレスオオ千賀                  | 13分28秒 野良犬ハイキック                      | 日高郁人○ 浪口修                                |
| 第6試合 トーナメント準決勝   | 第6試合 トーナメント準決勝          | 第6試合 トーナメント準決勝                 | 第6試合 ROH世界選手権試合                     | 第6試合 ROH世界選手権試合                      | 第6試合 ROH世界選手権試合                       |
| KAGETORA ●ヘラクレスオオ千賀 | 12分01秒 蒼魔刀                     | HARASHIMA○ 飯伏幸太                        | ○森嶋猛 （第19代王者）                        | 17分17秒 バックドロップ                        | KAZMA● (挑戦者)                                 |
| 第7試合 トーナメント準決勝   | 第7試合 トーナメント準決勝          | 第7試合 トーナメント準決勝                 | 第7試合 ディファカップ優勝決定戦              | 第7試合 ディファカップ優勝決定戦               | 第7試合 ディファカップ優勝決定戦                |
| 真霜拳號 ○円華               | 17分59秒 シューティングスタープレス | 日高郁人 浪口修●                           | HARASHIMA ●飯伏幸太                           | 26分16秒 垂直落下式ブレーンバスター            | 真霜拳號○ 円華                                  |

- 優勝 : 真霜拳號&円華
- 準優勝 : HARASHIMA&飯伏幸太
- 第3位 : 日高郁人&浪口修